# Monforte (Portugal)
Monforte ist eine Kleinstadt (Vila) und ein Kreis (Concelho) in Portugal mit 2992 Einwohnern (Stand 19. April 2021).

## Geschichte

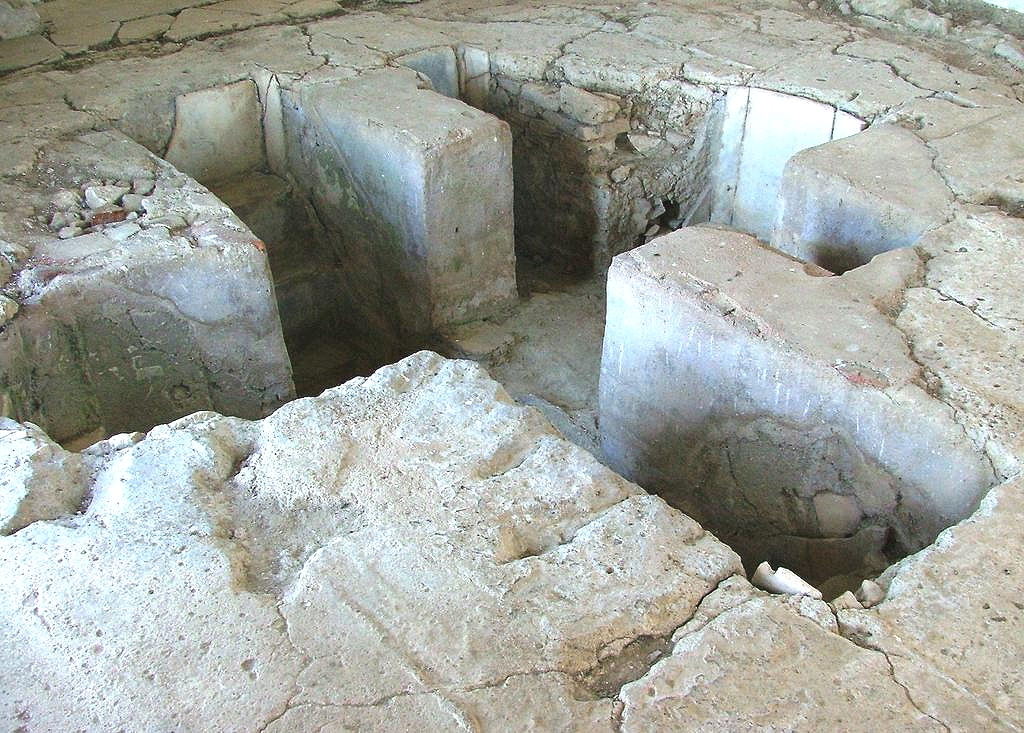
Ausgrabungsstätte Torre de Palma

Eine Vielzahl Funde belegen eine vorgeschichtliche Besiedlung, insbesondere seit der Jungsteinzeit. Die Römer siedelten hier und befestigten den Ort. Aus der Zeit nach dem Einfall germanischer Stämme ab dem 5. Jahrhundert und der Eroberung des Gebietes durch die Araber ab dem frühen 8. Jahrhundert ist nicht viel über den Ort bekannt.
Nach einer ersten Eroberung durch König D.Afonso Henriques im Jahr 1139 eroberte König D.Afonso III. Monforte 1257 endgültig von den Mauren und gab dem Ort erste Stadtrechte. König D.Dinis ließ, vermutlich auf hier bestehenden Festungsresten, 1309 die Burg von Monforte errichten.
In der Revolution 1383 stand Monforte auf kastilischer Seite und widerstand einer Belagerung durch den durchziehenden Nuno Álvares Pereira. Der Ort erlitt jedoch keine Nachteile durch seine Haltung nach dem Sieg der Revolution und der somit gesicherten portugiesischen Unabhängigkeit, und Monforte behielt seine Rechte als Vila. König D.Manuel I. erneuerte die Stadtrechte 1512 im Zuge seiner Verwaltungsreform.
Im Restaurationskrieg (1640–1668) stattete der König des nun wieder unabhängigen Portugals, D.João IV., die Stadt mit verstärkten Befestigungen aus. Spanischen Truppen gelang 1662 dennoch die Eroberung der Stadt, die dabei einige Zerstörungen erlitt. Monforte verlor in der Folge an Bedeutung. Der eigenständige Kreis von Monforte wurde 1895 aufgelöst und Arronches angegliedert, war jedoch bereits 1898 wieder eigenständig. Nachdem man bereits 1889 einige Häuser im Ortskern zu Gunsten vergrößerter Plätze abgerissen hatte, erlebte die Stadt in den Jahren 1913 bis 1928 weitere Umgestaltungen. Grund waren die Enteignungen kirchlicher Güter nach der Ausrufung der Portugiesischen Republik 1910, die dann an private und kommunale Besitzer verkauft wurden. Dabei wurden größere Straßen angelegt, wozu man u. a. die Stadtmauer aufbrach.

## Kultur und Sehenswürdigkeiten
Die Villa Lusitano Romana de Torre de Palma, die Ausgrabung einer römischen Villa, gilt als größte der Iberischen Halbinsel. Aus römischer Zeit stammt zudem eine Brücke. Weitere archäologische Sehenswürdigkeiten im Kreis sind eine Reihe Antas und andere urgeschichtliche Grabstätten. Zu den Baudenkmälern der Stadt zählen u. a. verschiedene Sakralbauten, historische Wohnhäuser und öffentliche Gebäude, die Stierkampfarena, die mittelalterliche Burg Castelo de Monforte, und der charakteristische Uhrturm Torre do relógio de Monforte aus dem 16. Jahrhundert.
Der historische Ortskern der Stadt steht zudem als Ganzes unter Denkmalschutz.
In der ehemaligen Kirche Igreja de Santa Maria Madalena ist das Stadtmuseum untergebracht, in dem insbesondere Fotografien und sakrale Exponate aus der Geschichte des Kreises zu sehen sind.
Zur Hauptkirche des Ortes aus dem 18. Jh. gehört auch eine kleine Knochenkapelle, die kleinste ihrer Art in Portugal.

## Verwaltung

### Kreis
Monforte ist Verwaltungssitz eines gleichnamigen Kreises. Die Nachbarkreise sind (im Uhrzeigersinn im Norden beginnend): Crato, Portalegre, Arronches, Elvas, Borba, Estremoz, Fronteira sowie Alter do Chão.
Die folgenden Gemeinden (Freguesias) liegen im Kreis Monforte:

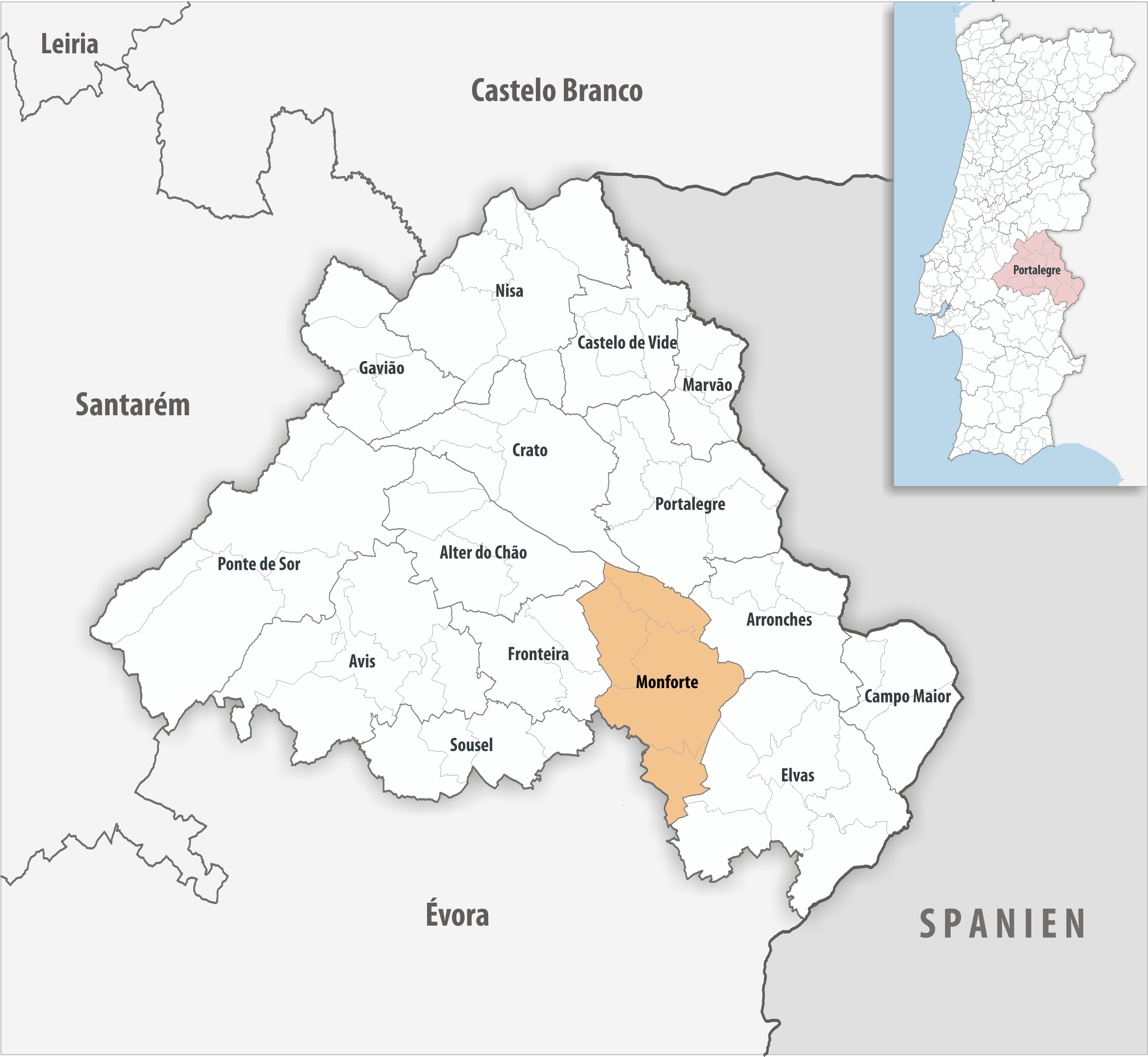
Kreis Monforte

| Gemeinde       | Einwohner (2021) | Fläche km² | Dichte Einw./km² | LAU- Code |
| -------------- | ---------------- | ---------- | ---------------- | --------- |
| Assumar        | 614              | 63,83      | 10               | 121101    |
| Monforte       | 1.296            | 214,74     | 6                | 121102    |
| Santo Aleixo   | 497              | 58,51      | 8                | 121103    |
| Vaiamonte      | 585              | 83,17      | 7                | 121104    |
| Kreis Monforte | 2.992            | 420,25     | 7                | 1211      |

### Bevölkerungsentwicklung
| Einwohnerzahl im Kreis Monforte (1801–2011) | Einwohnerzahl im Kreis Monforte (1801–2011) | Einwohnerzahl im Kreis Monforte (1801–2011) | Einwohnerzahl im Kreis Monforte (1801–2011) | Einwohnerzahl im Kreis Monforte (1801–2011) | Einwohnerzahl im Kreis Monforte (1801–2011) | Einwohnerzahl im Kreis Monforte (1801–2011) | Einwohnerzahl im Kreis Monforte (1801–2011) | Einwohnerzahl im Kreis Monforte (1801–2011) | Einwohnerzahl im Kreis Monforte (1801–2011) |
| ------------------------------------------- | ------------------------------------------- | ------------------------------------------- | ------------------------------------------- | ------------------------------------------- | ------------------------------------------- | ------------------------------------------- | ------------------------------------------- | ------------------------------------------- | ------------------------------------------- |
| 1801                                        | 1849                                        | 1900                                        | 1930                                        | 1960                                        | 1981                                        | 1991                                        | 2001                                        | 2004                                        | 2011                                        |
| 2562                                        | 2618                                        | 5335                                        | 6829                                        | 7245                                        | 4281                                        | 3759                                        | 3393                                        | 3241                                        | 3329                                        |

### Kommunaler Feiertag
- Ostermontag

### Städtepartnerschaften
- Spanien: Lácara, Gemeinde Montijo, Provinz Badajoz
- Spanien: Mancomunidad de las Riberas del Tajo, Gemeinde La Alcarria, Provinz Guadalajara[12]

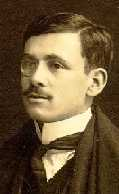
António Sardinha

## Söhne und Töchter der Stadt
- António Sardinha (1887–1925), Schriftsteller und Politiker
- José Carlos Malato (* 1964), Fernsehmoderator